# Arbeitspapiere
Unter Arbeitspapieren wird im Personalwesen die Gesamtheit aller den Arbeitnehmer betreffenden Schriftstücke und Urkunden verstanden, die während eines Arbeitsverhältnisses vom Arbeitgeber als Bestandteil der Personalakte gesammelt und aufbewahrt werden. 

## Allgemeines
Da es sich stets um mehrere Schriftstücke und Urkunden handelt, wird der Begriff als Pluraletantum benutzt. Zu Beginn und während des Arbeitsverhältnisses werden Arbeitspapiere vom Arbeitgeber durch die Personalabteilung als Bestandteile der Personalakte nur wegen und für die Dauer des Arbeitsverhältnisses gesammelt und aufbewahrt. Während des Arbeitsverhältnisses entstehen neue Arbeitspapiere, die ebenfalls zu den Personalakten genommen werden. Insbesondere sind Arbeitspapiere bei der Beendigung des Arbeitsverhältnisses von Bedeutung.

## Rechtsfragen
Arbeitspapiere sind gemäß § 2 Abs. 1 Nr. 3e ArbGG ein Rechtsbegriff. Danach sind die Arbeitsgerichte unter anderem zuständig für bürgerliche Rechtsstreitigkeiten über Arbeitspapiere zwischen Arbeitnehmern und Arbeitgebern. Für Klagen auf Erteilung einer Arbeitsbescheinigung nach § 312 SGB III ist der Rechtsweg zu den Arbeitsgerichten, für Klagen auf Berichtigung einer solchen Arbeitsbescheinigung dagegen der Rechtsweg zu den Sozialgerichten gegeben. Geht es um die Berichtigung einer falschen Eintragung auf der Lohnsteuerkarte, sind die Finanzgerichte zuständig.

## Arten
Bei der Einstellung muss der Arbeitnehmer unter anderem ein (erweitertes) Führungszeugnis (auf einige Wirtschaftszweige begrenzt; § 30 BZRG, § 30a BZRG), Gesundheitszeugnis (auf einige Wirtschaftszweige begrenzt; § 43 IfSG), beglaubigte Abschrift bzw. Kopie der Geburtsurkunde, beglaubigte Abschrift bzw. Kopie der Eheurkunde (ggf. Lebenspartnerschaftsurkunde), ggf. Geburtsurkunde von Kindern, beglaubigte Abschriften bzw. Kopien von Abschlusszeugnissen, Mitgliedsbescheinigung der Krankenkasse und ggf. Staatsangehörigkeitsnachweis (Kopie Reisepass oder Personalausweis) dem Arbeitgeber vorlegen. Bei Ausländern ist eine Arbeitserlaubnis bzw. Arbeitsgenehmigung-EU (gemäß § 284 SGB III nur bei Ausländern aus Nicht-EU-Mitgliedstaaten) vorzulegen, die ebenfalls zu den Arbeitspapieren gehören. Da Arbeitsentgelte im Regelfall unbar gezahlt werden, ist die Angabe der Bankverbindung erforderlich. 
Der Sozialversicherungsausweis muss seit 2023 nicht mehr dem Arbeitgeber vorgelegt werden, weil dieser die Versicherungsnummern bei der Rentenversicherung automatisiert abruft. Der Sozialversicherungsausweis wird daher durch den Versicherungsnummern-Nachweis ersetzt.
Während des Arbeitsverhältnisses entstehen weitere Arbeitspapiere wie Arbeitszeugnisse (Leistungsbeurteilung, dienstliche Beurteilung; § 109 GewO, § 630 BGB, § 16 BBiG), Qualifizierungsnachweise, Lohnsteuerbescheinigungen (Ausdruck der elektronischen Lohnsteuerbescheinigung mit Angabe des lohnsteuerlichen Ordnungsmerkmals) oder Mitteilungen in Textform über den Inhalt der vorgenommenen sozialversicherungsrechtlichen Meldungen (Sozialversicherungsnachweis). Außerdem gibt es Lohnnachweiskarten (nur im Maler- und Lackiererhandwerk), Gesundheitszeugnisse (bei Tätigkeit im Lebensmitteleinzelhandel) oder die Gesundheitsbescheinigung (bei Jugendlichen). 
Bei der Beendigung des Arbeitsverhältnisses sind neben den erwähnten Arbeitspapieren eine Urlaubsbescheinigung (§ 6 Abs. 2 BUrlG), die Lohnsteuerkarte (§ 39 EStG), Lohnsteuerbescheinigung (§ 41b EStG) sowie ggf. eine Bescheinigung über die betriebliche Altersversorgung dem Arbeitnehmer zu übergeben. Der Arbeitgeber muss aufgrund seiner aus dem Arbeitsvertrag resultierenden Nebenpflichten (§ 242 BGB, § 241 Abs. 2 BGB) die Arbeitspapiere sorgfältig, vollständig und richtig erstellen und dem Arbeitnehmer spätestens am letzten Tag des Arbeitsverhältnisses aushändigen. Ein Verstoß hiergegen löst Schadensersatzansprüche des Arbeitnehmers gemäß § 280 BGB aus. Es handelt sich bei Arbeitspapieren nach § 269 Abs. 1 und 2 BGB um eine Holschuld, so dass der Arbeitnehmer sie beim Arbeitgeber abholen muss. Grundsätzlich muss der Arbeitnehmer seine Arbeitspapiere bei dem Arbeitgeber abholen; nach § 242 BGB kann der Arbeitgeber ausnahmsweise im Einzelfall gehalten sein, dem Arbeitnehmer das Arbeitszeugnis nachzusenden (Schickschuld beim Arbeitszeugnis). Zur Nachsendung ist der Arbeitgeber nur dann verpflichtet, wenn die Unterlagen erst nach dem letzten Arbeitstag fertiggestellt sind.

## Sonstiges
Das Wort „Arbeitspapier“ wird auch für die Aufzeichnungen aus Forschungsprojekten oder sonstigen Projekten verwendet. Die Arbeitspapiere dienen zudem Wirtschaftsprüfern der Dokumentation von Prüfungstätigkeiten (Jahresabschlussprüfung, Sonderprüfung) oder der Prüfungsdokumentation der internen Revision.